# Mepenes
Los mepenes (del guaraní no pasarán) fueron un pueblo indígena que a la llegada de los primeros exploradores españoles en el siglo XVI se hallaban en territorio que hoy es parte de la República Argentina en el hoy suroeste de la provincia de Corrientes al norte del río Corriente y en la margen derecha del río Paraná (hoy provincia de Santa Fe y provincia del Chaco) al sur del río Bermejo. 
El río Santa Lucía llevó también el nombre de río Mepenes.
Formaban parte del grupo de los chaná-timbúes (o grupo del Litoral), los que geográficamente se agrupaban en: 
- septentrionales: mepenes y mocoretaes
- centrales: calchines, quiloazas, corondas, timbúes y carcaraes
- meridionales: chanás y mbeguaes

Se los cree emparentados con los guaicurúes ya que sus restos arqueológicos evidencias influencias amazónicas. Estos pueblos eran posiblemente el producto de reiterados mestizajes y aculturaciones entre pámpidos y láguidos y algunas fuentes los consideran cáingang.
Eran seminómades o semisedentarios y básicamente cazadores-recolectores y pescadores.
Decoraban su cerámica. Tenían caciques hereditarios y vivían en casas comunales.
Generalmente se considera que integraban la familia lingüística de los arahuacos.

## Testimonios históricos sobre los mepenes
En la carta fechada el 10 de julio de 1528 de Luis Ramírez, quien participó de la expedición de Sebastián Caboto en 1527, mencionó a los mepenes llamándoles mepens:

En el parage de Santispiritus hasta la dicha Santana hay las generaciones siguientes, Mecoretaes, Camarus, Mepens...

Sobre el viaje que Diego García de Moguer realizó en el río Paraná en 1528 escribió en su Relación:

... é luego mas adentro de la banda del Norte ay otra generacion que se llama Mecotaes que comen pescado é carne; é hay otra mas adelante que se llama Mepenes que come carne é pescado é agua darroz; é mas adelante ay otra generacion que se llama Coñame, que comen carne é pescado...

El soldado de la expedición del adelantado Pedro de Mendoza, Ulrico Schmidl, describió a los mepenes que encontraron de viaje al Paraguay en 1536 en su obra Viaje al Río de la Plata, llamándolos mapenuss, mapenus y mapenniss:

De allí partimos y llegamos a una nación que se llaman Mapenuss. Estos son fuertes como de 100.000 hombres, viven en todas partes de aquella tierra, que se extiende por unas 40 millas a uno y otro viento, pero se los puede reunir a todos por tierra y agua en 2 días; tienen más canoas o esquifes que cualquier otra nación de las que hasta allí habíamos visto; en cada una de estas canoas o esquifes cabían hasta 20 personas.
 Esta gente nos salió al encuentro por agua en son de guerra, con 500 canoas o esquifes, pero sin sacarnos mayor ventaja, les matamos a muchos con nuestros arcabuces, porque hasta entonces no habían visto arcabuces ni cristianos. Mas cuando llegamos a sus casas no les pudimos sacar ventaja alguna, porque el lugar distaba una milla de camino del agua Paranaw, donde teníamos los navíos, y sus pueblos estaban rodeados de agua muy profunda a todos vientos, así que no les pudimos hacer mal alguno, ni quitarles nada; y como bailamos 250 canoas, o esquifes, las quemamos y destruimos. Tampoco nos pareció prudente apartarnos demasiado de nuestros navíos, porque recelábamos que nos pudiesen atacar por el lado opuesto; así, pues, nos volvimos a los navíos; porque la guerra que ellos hacen es sólo por agua (...) Hasta estos Mapenus, desde la antedicha nación que acabamos de dejar 95 millas de camino (...) Hay desde los dichos Mapenniss hasta estos Kurgmaibeis 40 millas de camino;

En 1537 Juan de Ayolas los enfrentó en una expedición a Corrientes. 
Domingo Martínez de Irala en su Relación de abril de 1541 los denominó mepenes:

... y dende arryba podran rescatar con los mepenes y con todas las otras generaciones del rrio arryba hallaran con buen Recaudo/ anse de guardar donde hallaren varrancas no los flechen los yndios...

La Historia general y natural de las Indias, islas y tierra firme del mar océano fue publicada por Gonzalo Fernández de Oviedo en partes entre 1535 y 1557 con una relación sobre los mepeos:

Adelante de los mecoretaes están los mepeos, que turan hasta la boca del Paraguay: son gente alta de estatura, y viven como los que atrás queda dicho, y tienen guerra con los unos y con los otros sobre sus caças y pesquerias.

Francisco Ortíz de Vergara en su Relación a D. Juan de Ovando de enero de 1573, se refiere a los mepenes de la siguiente manera:

Ai más arriba otra nación de yndios que se llaman mamnepones como estos jente mucha y muy belicosa; dura esta jente más de cinquenta leguas; vamos por esta nación hasta la boca del paraguay donde a la entrada está una nación de yndios que llaman coñamecuaes, poca jente, son gandules como los demás.

Martín del Barco Centenera en su poema histórico Argentina y conquista del Río de la Plata con otros acaecimientos de los reinos del Perú, Tucumán y el Estado del Brasil (La Argentina) publicado en 1602 hizo referencia a los mepenes:

El Paraná abajo, y a los fines
 habitan los malditos Charruaes
 Naúes y Mepenes, Chiloazas;
 a pesca todos dados y a las cazas.

En el verso correspondiente a la llegada del adelantado Juan Ortiz de Zárate en 1574 a la ciudad de Santa Fe, acompañado del propio Martín del Barco Centenera, refiere:

Al fin la Santa Fe, tiempo gastado,
 se llega, do poco antes los vecinos
 salieron a nosotros navegando
 en balsas y canoas los Calchinos
 Mepenes, Chiloazas voceando
 también salen por tierra a los caminos
 celebrando con gozo la venida
 a quien quitar quisieran alma y vida.

Los mepenes, junto a otros grupos llamados capesales (cáingangs) y los caracaroes o caracarás, asesinaron al sacerdote Pedro Espinosa en la zona de la actual Goya y luego asaltaron la reducción franciscana de Santa Lucía. Estos indígenas fueron atacados por los españoles de Corrientes en 1639. Se organizó una expedición compuesta por 230 indígenas y 100 españoles al mando de Cristóbal Garay y Saavedra para escarmentar a los caracarás, mepenes, capesales y algunos guayquirarós. Remontaron el río Corriente hacia los esteros del Iberá, pero hallaron muy pocos indígenas, quienes se habían internado en los esteros y desaparecieron poco después, quedando la leyenda de que aun se encuentran allí escondidos.
Se fusionaron con los abipones dando lugar a la parcialidad de los jaaukanigás, por lo que diversas fuentes los consideran como una de las parcialidades abipones.